# Марибор
Марибор (словен. Maribor) други је по величини град и једна од 11 градских општина у Словенији са 96.209 становника, као и седиште градске општине Марибор.
Марибор лежи на 269,5 m надморске висине, 15° 39' 12" географске дужине и 46° 33' 39" географске ширине. Представља регионално средиште покрајине Штајерске, која се у ствари већим делом простире у суседној Аустрији. Познат је и као образовни центар — седиште је Мариборског универзитета и бројних школа. Жупан општине Марибор је Александер Саша Арсенович. У Марибору је и седиште мариборске надбискупије.
Марибор лежи на реци Драви (са обе стране реке), на месту где се састају планински масив Похорје, Дравско поље, планина Козјак те Словенске горице. На јужној страни Марибора, налази се други по величини аеродром у Словенији, Мариборски аеродром (Мариборско леталишче). Најближи већи урбани центар је Грац у Аустрији, око 60 km северно од Марибора.

## Управна подела
Као градска општина, Марибор обухвата подручје града Марибор те следећа насеља:
Брестерница, Целестрина, Догоше, Гај над Марибором, Грушова, Храстје, Хренца, Јеловец, Камница, Кошаки, Лазница, Лимбуш, Малечник, Марибор, Мељски Хриб, Метава, Небова, Пекел, Пекре, Почехова, Развање, Рибнишко село, Рошпох, Руперче, Средње, Шобер, Трчова, Винарје, Водоле, Врхов дол, За Калваријо, Згорњи Слемен, Зрковци.
Градске четврти Марибора су следеће:
Корошка Врата, Центер, Иван Цанкар, Студенци, Магдалена, Табор, Нова Вас, Тезно, Побрежје, Брезје-Догоше-Зрковци, Радвање.

## Историја
Још 1164. године замак под именом Marchburch је документован у Штајерској. Марибор се први пут спомиње као трговачко место поред „Мартовског замка” 1204. године, да би већ 1254. године добио привилегије града. Нагло се развија у другој половини 13. века, након што је Рудолф I Хабзбуршки, победио Отакара II Пшемисла 1278. године. Успео је да одоли најезди отоманских Турака, те остаје у Хабзбуршкој монархији све до 1918. године.
Пред Први светски рат, становништво Марибора је било, 80% немачко и 20% словеначко. Све до тада је био знан као немачки град Marburg an der Drau.
По последњем аустријском попису из 1910-те године, Марибор је заједно са четвртима, Студенци (Brunndorf), Побрежје (Pobersch), Тезно (Thesen), Радвање (Rothwein), Крчевина (Kartschowin) и Кошаки (Leitersberg) имао 31.995 Немаца (укључујући и Јевреје) те 6.151 Словенаца.
После распада Аустроугарске империје, Марибор је припао новој држави, Краљевини Срба, Хрвата и Словенаца. Многи Немци су после 1918. године напустили Марибор, али ипак је 1930-те године 25% целокупног становништва Марибора било немачке националности.
Године 1937. у Марибору се још градила православна црква Нова Лазарица. Тамошња православна црквена општина, чије је седиште било у Крековој улици број 6, није имала довољно новца за градњу. Зато су су пуштене у промет облигације бескаматног зајма. Продавано је по целој држави 5000 обвезница, вредних по 100 динара, у укупном износу од 500.000 динара.
Немачка је 1941. анексирала Доњу Штајерску (део који је припадао Краљевини Југославији). Адолф Хитлер је захтевао да Доња Штајерска постане опет немачка земља као што је и била. Касније је и посетио Марибор где су му локални Немци приредили велики дочек. Немци почињу велико исељавање Словенаца у Хрватску и посебно у Србију, а касније, и у концентрационе логоре у Немачкој. Циљ је био да се Доња Штајерска потпуно германизира.
После ослобођења Марибор се нагло развија и постаје највећи индустријски центар Југославије.
Након отцепљења Словеније од осталог дела Југославије 1991. године, изненадни губитак великог југословенског тржишта задао је велики ударац Марибору. Незапосленост је скочила на скоро 25%.
Од тадашњег шока, стање се постепено побољшало са развојем малих и средњих предузећа. Од 2007. године, гранична контрола између Аустрије и Словеније је престала да постоји. Гранични прелаз Шентиљ северно од Марибора, отишао је у историју.

## Марибор данас

### Културне установе
- Словеначко народно позориште (SNG Maribor)
- Опера и балет словеначког народног позоришта Марибор
- Драма словеначког народног позоришта Марибор
- Уметничка галерија
- Покрајински музеј
- Музеј народног ослобођења Марибор
- Универзитетна библиотека Марибор
- Мариборска библиотека
- Народни дом Марибор
- Савез културних друштава Марибор

### Културне знаменитости
- Мариборски град (тврђава)
- Мариборска катедрала
- Лент
- Синагога
- Градска кућа у Марибору
- Бетнавски град (тврђава)
- Ветрињски двор
- Орешки дворац
- Кипови анђела
- Водени стуб
- Судни стуб

### Привредне активности
У претходном режиму (доба СФРЈ), Марибор је био привредно најразвијенији град у Словенији. Талас стечајева при преласку на тржишну привреду био је велики ударац за Марибор. Пропала су велика предузећа као ТАМ и Метална.
Данас, највише прихода долази од туризма, али полако и од индустрије. У граду је развијена трговина, а у индустријској зони (Меље) налазе се између осталих и Мариборска ливарна Марибор, Хенкел, ТМИ Кошаки, ТВТ, Млинотест).
На подручју некадашње Творнице аутомобила и мотора Марибор (ТАМ) данас се налази Пословна зона ТАМ са преко стотину предузећа. Исто тако постоји и мрежа предузећа на подручју некадашње Металне, ТВТ Борис Кидрич и Марлеса.
У Марибору је седиште Поште Словеније.
Највећа туристичка атракција је Мариборско Похорје и фестивал Лент. Познат је и мариборски парк са својим акваријем и тераријем. Мариборско старо градско језгро је привлачно за туристе, као и ближа околина Марибора, са бројним виноградима и воћњацима, гдје се нуди домаће вино, као и комплетне услуге сеоског туризма. Сеоски туризам је, као и у другим крајевима Словеније, тако и у околини Марибора, у успону, и туристи га све више цијене.

## Природне занимљивости
- Стара винова лоза на Ленту (Stara trta)
- Мариборско острво
- Три рибника
- Калварија
- Пирамида
- Мариборски парк
- Студеначка шума
- Мариборско Похорје

## Клима

### Температуре
Нормална просечна годишња температура ваздухa је 9,0 °C целзијуса. Најнижа месечна просечна температура је у јануару -2,3 °C, а највиша просечна је у јулу 20,7 °C. Зиме су већином хладне, пролећа умерена, лета врела, а јесени топле. Због погодне климе постоји вишевековна традиција гајења винове лозе.

### Падавине
Просечне годишње падавине су 1050 mm; највише их је у мају, јуну и јулу. Јесењи месеци су углавном суви. Мариборско поднебље одликују сунчани дани; у години их је просечно 266.

## Партнерски градови
- Грац
- Лондонска општина Гринич
- Краљево
- Марбург
- Петанж
- Санкт Петербург
- Осијек
- Удине
- Братислава